# Garden Island (Australia Occidentale)
Garden Island è un'isola situata lungo la costa dell'Australia Occidentale, a sud-ovest della città di Fremantle, nella regione dell'Area metropolitana di Perth. Appartiene alla Local government area della Città di Rockingham.
La Fleet Base West, la più grande base navale della Royal Australian Navy, detta anche HMAS Stirling, si trova sul lato sud-orientale dell'isola e si affaccia sul Cockburn Sound. Sull'isola c'è anche una base aerea militare.
La popolazione dell'isola al censimento del 2016 era di 720 abitanti.

## Geografia
Garden Island dista circa 5 km dalla costa; ha una lunghezza di circa 10 km per 1,5 di larghezza ed è collegata alla terraferma (a Cape Peron) da una strada rialzata. A nord, a circa 3,5 km dalla sua estremità settentrionale, si trova Carnac Island; a nord-ovest, a circa 19 km, Rottnest Island.
Garden Island ospita una popolazione di wallaby tammar.

## Storia
L'isola fu segnata ma non nominata sulle mappe olandesi nel 1658. Jacques Hamelin, capitano della Naturaliste, una delle tre navi francesi che visitarono l'area tra il 1801 e il 1803, chiamò l'isola Ile Buache in onore di Jean-Nicolas Buache (1741-1825), un geografo francese. L'isola fu ribattezzata Garden Island nel 1827 dal capitano James Stirling.